# Sedco Hills
Sedco Hills és una concentració de població designada pel cens dels Estats Units a l'estat de Califòrnia. Segons el cens del 2000 tenia 3.078 habitants.

## Demografia
Segons el cens del 2000, Sedco Hills tenia 3.078 habitants, 1.036 habitatges, i 735 famílies. La densitat de població era de 729,1 habitants/km².
Dels 1.036 habitatges en un 35,4% hi vivien nens de menys de 18 anys, en un 50,4% hi vivien parelles casades, en un 13,9% dones solteres, i en un 29% no eren unitats familiars. En el 22,6% dels habitatges hi vivien persones soles l'11,8% de les quals corresponia a persones de 65 anys o més que vivien soles. El nombre mitjà de persones vivint en cada habitatge era de 2,97 i el nombre mitjà de persones que vivien en cada família era de 3,48.
Per edats la població es repartia de la següent manera: un 30,1% tenia menys de 18 anys, un 8,7% entre 18 i 24, un 26,7% entre 25 i 44, un 19,4% de 45 a 60 i un 15% 65 anys o més.
L'edat mediana era de 34 anys. Per cada 100 dones de 18 o més anys hi havia 91,8 homes.
La renda mediana per habitatge era de 28.766 $ i la renda mediana per família de 35.481 $. Els homes tenien una renda mediana de 32.679 $ mentre que les dones 19.375 $. La renda per capita de la població era de 13.101 $. Entorn del 16,7% de les famílies i el 18,4% de la població estaven per davall del llindar de pobresa.

## Poblacions més properes
El següent diagrama mostra les poblacions més properes.